# Livanianá
Livanianá (grec moderne : Λιβανιανά) est une localité située dans le dème de Sfakiá, dans le district régional de La Canée, dans la periphérie de Crète, en Grèce.
Selon le recensement de 2011, elle compte 4 habitants.